# Lamprophthalma ochrifacies
Lamprophthalma ochrifacies är en tvåvingeart som beskrevs av Günther Enderlein 1924. Lamprophthalma ochrifacies ingår i släktet Lamprophthalma och familjen bredmunsflugor. Inga underarter finns listade i Catalogue of Life.